# Normanbyomyia fructivora
Normanbyomyia fructivora är en tvåvingeart som beskrevs av Peter Kolesik 2006. Normanbyomyia fructivora ingår i släktet Normanbyomyia och familjen gallmyggor. Inga underarter finns listade i Catalogue of Life.